# Pau de Ravenna
Pau (en llatí Paulus) fou exarca de Ravenna del 726 al 727.
El 727 l'exarcat es va revoltar en contra de la imposició per part de l'emperador Lleó III Isàuric de la iconoclàstia. Es va formar una aliança entre els longobards, el Papa i algunes ciutats italianes, com la mateixa Ravenna i el Ducat de la Pentàpolis contra l'Imperi Romà d'Orient. Van enderrocar els oficials que es mantenien fidels a l'exarca, però Pau va agrupar els que es van mantenir fidels i va intentar restablir l'ordre, i va morir assassinat. Els exèrcits van estar discutint si havien de nomenar un nou emperador i marxar contra Constantinoble, i van demanar consell al Papa Gregori II, que els va desaconsellar atacar l'emperador. Llavors Lleó III va enviar a Eutiqui per reprendre el control, i va succeir a Pau.
L'historiador John Julius Norwich considerava que el primer dux de Venècia, Pauluci Anafest, era en realitat aquest Pau de Ravenna.